# Франклін (округ, Північна Кароліна)
Шаблон:StateAbbr_ 36°05′ пн. ш. 78°17′ зх. д. / 36.08° пн. ш. 78.28° зх. д.
Округ  Франклін (англ. Franklin County) — округ (графство) у штаті  Північна Кароліна, США. Ідентифікатор округу 37069.

## Історія
Округ утворений 1779 року.

## Демографія
За даними перепису 
2000 року 
загальне населення округу становило 47260 осіб, зокрема міського населення було 4186, а сільського — 43074.
Серед мешканців округу чоловіків було 23314, а жінок — 23946. В окрузі було 17843 домогосподарства, 12875 родин, які мешкали в 20364 будинках.
Середній розмір родини становив 3,03.
Віковий розподіл населення поданий у таблиці:
| Стать    | До 15 років | 15-21 | 22-29 | 30-39 | 40-49 | 50-65 | 65-85 | Понад 85 |
| -------- | ----------- | ----- | ----- | ----- | ----- | ----- | ----- | -------- |
| Чоловіки | 5068        | 2320  | 2448  | 4114  | 3749  | 3560  | 1906  | 149      |
| Жінки    | 5013        | 1971  | 2361  | 4017  | 3690  | 3755  | 2678  | 461      |

## Виноски
1. ↑  U.S. Decennial Census. United States Census Bureau. Архів оригіналу за 26 квітня 2015. Процитовано 14 січня 2015.
2. ↑  Historical Census Browser. University of Virginia Library. Архів оригіналу за 11 серпня 2012. Процитовано 14 січня 2015.
3. ↑  Forstall, Richard L., ред. (27 березня 1995). Population of Counties by Decennial Census: 1900 to 1990. United States Census Bureau. Процитовано 14 січня 2015.
4. ↑  Census 2000 PHC-T-4. Ranking Tables for Counties: 1990 and 2000 (PDF). United States Census Bureau. 2 квітня 2001. Процитовано 14 січня 2015.
5. ↑  State & County QuickFacts. United States Census Bureau. Архів оригіналу за 6 червня 2011. Процитовано 19 жовтня 2013. [Архівовано 2011-06-06 у Wayback Machine.](англ.) Наведено за англійською вікіпедією.
6. ↑  American FactFinder. Бюро перепису населення США. Архів оригіналу за 26 лютого 2012. Процитовано 31 січня 2008. [Архівовано 2008-05-21 у Wayback Machine.]

| США | Це незавершена стаття з географії США. Ви можете допомогти проєкту, виправивши або дописавши її. |